# Норр, Тереза
Тере́за Джи́мми Франси́н Норр (англ. Theresa Jimmie Francine Knorr, урождённая Кросс, англ. Cross; род. 14 марта 1946, Сакраменто, Калифорния, США) — американская преступница, до смерти замучившая своих двоих детей. Приговорена к пожизненному заключению.

## Биография

### Ранние годы
Тереза Норр родилась 14 марта 1946 года в Сакраменто, была младшим ребёнком в семье Джима и Сванни Гай Кроссов. Джим работал сыроделом, Сванни делала карандаши. 3 февраля 1961 года, когда Терезе было 14 лет, её мать умерла от сердечного приступа, из-за чего Кросс впала в длительную депрессию. Впоследствии она утверждала, что в детстве подвергалась насилию со стороны приёмной матери. Согласно информации, приведённой друзьями семьи, Тереза была замкнутым ребёнком, завидующим своей сестре Розмари.
29 сентября 1962 года вышла замуж за Клиффорда Клайда Сандерса. 16 июля 1963 у них родился сын Говард Клайд. 7 июня 1964 Кросс застрелила мужа, позднее представив убийство как самооборону. Была признана невиновной. После смерти Сандерса начала встречаться с Робертом Валлосом Норром, родила от него дочь Шейлу Гэй. 7 сентября 1965 вышла за Норра замуж. Всего в браке родилось четверо детей: Сьюзан Марлен (р. 1966), Уильям Роберт (р. 1967), Роберт Уоллес-мл. (р. 1968), Тереза «Терри» Мэри (р. 1970). Впоследствии Тереза развелась с Норром и несколько раз выходила замуж.

### Насилие над детьми
Согласно интервью дочери Норр Терри в документальном сериале Cold Case Files, женщина всегда жестоко обращалась со своими дочерьми (в особенности со Сьюзан и Шейлой). Терри утверждала, что Норр ненавидела дочерей из-за зависти к их красоте. Девушка рассказала, что Норр регулярно порола их без повода и тушила об них сигареты. Сыновей Норр учила избивать сестёр.
В 1983 году Норр попыталась застрелить Сьюзан из пистолета 22-го калибра. Пуля застряла у девушки в груди, но Сьюзан выжила. После этого Тереза не пыталась повторить попытку убийства, но отказалась обратиться за медицинской помощью. В 1984 году Норр попыталась удалить пулю из тела дочери, используя как обезболивающие тиоридазин и ликёр. Из-за нестерильности инструментов Сьюзан заразилась желтухой и стала проявлять признаки сумасшествия. Норр сказала своим детям, что девушка одержима сатаной, и заставила сыновей отвести Сьюзан в горы Сьерра-Невада и сжечь её заживо.
Норр заставила свою первую дочь Шейлу стать проституткой. В июне 1985 года она обвинила дочь в том, что та заразила её половой болезнью через сиденье унитаза. В наказание Тереза заперла её в отдельной комнате, где через несколько недель Шейла умерла от голода.

### Арест и заключение
Норр и её сыновья были арестованы 11 октября 1993 года, после того как Терри, посмотрев передачу America’s Most Wanted, обратилась в полицию. Норр была обвинена в двух убийствах первой степени, то есть с применением пыток. Первоначально она отрицала свою вину, но, узнав, что сыновья решили свидетельствовать против неё и возможен смертный приговор, Норр во всём призналась. 17 октября 1995 года приговорена к двум пожизненным заключениям. Сможет подать на условно-досрочное освобождение не ранее 2027 года.

## В культуре
- В 2011 году вышел фильм «Одержимые», основанный на этой истории.